# Kevin Hogarth
Kevin Hogarth,  né le 10 février 1934 et mort le 11 février 2022 à Mildura, est un boxeur australien.

## Carrière
Il participe aux Jeux olympiques d'été de 1956 en combattant dans la catégorie des poids welters et remporte la médaille de bronze.

### Parcours auxJeux olympiques
Jeux olympiques d'été de 1956 à Melbourne (poids welters) :
- Bat Graham Finlay (Nouvelle-Zélande) aux points
- Bat András Dőri (Hongrie) aux points
- Perd contre Fred Tiedt (Irlande) aux points